# Reggina 1914 2020-2021
Questa voce raccoglie le informazioni riguardanti il Reggina 1914 nelle competizioni ufficiali della stagione 2020-2021.

## Stagione
La stagione 2020-2021 è per la Reggina la 23ª partecipazione alla seconda serie del Campionato italiano di calcio.
Il 23 maggio 2020 a termine del campionato precedente la Reggina presenta Antonio Tempestilli che diviene il responsabile del settore giovanile; dal 2 dicembre 2020 ricopre anche il ruolo di direttore generale del club reggino.
La squadra ha effettuato il ritiro precampionato presso il Centro sportivo Sant'Agata.
La prima gara svoltasi alla presenza di qualche spettatore al Granillo, viste le restrizioni imposte dalla pandemia di COVID-19, è Reggina-Cosenza del 20 ottobre 2020. Dopo una complicata prima parte di stagione, con la squadra al quindicesimo posto nel campionato di Serie B 2020-2021, il 14 dicembre 2020 l'allenatore Toscano viene esonerato poche ore dopo la sconfitta casalinga contro il Venezia (1-2), con un bilancio di 10 punti raccolti in 12 giornate. Lo rimpiazza Marco Baroni, con contratto semestrale. Il 10 febbraio 2021 si dimette Tempestilli dai due incarichi, per via di dissidi con la dirigenza.
Al termine del campionato la Reggina con 50 punti ottiene l'undicesimo posto. Gli esordienti in B sono stati Bianchi, Charpentier, Folorunsho, Chierico, Petrelli, Vasić, Stavropoulos, Mastour, Dalle Mura e Micovschi. La gara Reggina-Frosinone è stata diretta dall'arbitro Maria Marotta, prima storica volta per un campionato professionistico italiano. Tra gli assistenti c'era la teatina Francesca Di Monte.

## Divise e sponsor
Dal luglio 2020, lo sponsor tecnico della squadra è Macron.
La prima maglia è amaranto con delle sfumature bianche e pantaloncini e calzettoni amaranto; la maglia da trasferta è bianca con sfumature amaranto, pantaloncini e calzettoni bianchi; la terza maglia è nera con sfumature verde chiaro fosforescente con pantaloncini e calzettoni neri.
Gli sponsor di maglia sono: Bencivenni gruppo Volkswagen sul fronte; Puliservice Frontale in basso; Caffè Mauro sulla manica sinistra e D. Caracciolo & figli sui pantaloncini. Dalla giornata 34 entra come sponsor di maglia posteriore l'azienda Multi Service 5D.
| Casa | Trasferta |  |

## Organigramma societario
Area direttiva
- Presidente: Luca Gallo
- Amministratore delegato: Federica Scipioni (esonerata dall'incarico nel mese di marzo 2021)
- Direttore Generale: Antonio Tempestilli (dimessosi nel marzo 2021)
- Direttore Generale: Giuseppe Mangiarano (dal mese di marzo 2021)
- Responsabile dei rapporti con le istituzioni: Fabio De Lillo

Area sanitaria
- Medico sociale: Pasquale Favasulli
- Fisioterapisti: Domenico Lisi, Antonio Costa
- Osteopata: Natale Condemi

Area organizzativa
- Segretario generale: Salvatore Conti
- Team manager: Massimo Bandiera
- Collaboratore organizzativo: Vincenzo Calafiore

Area comunicazione
- Responsabile: Giuseppe Praticò
- Ufficio stampa: Filippo Mazzù

Area marketing
- Ufficio marketing: Consuelo Apa

Grafica e Immagine
- Multimedialità: Gianluca Rovito
- Grafico: Pietro Nania
- Fotografo: Lillo D'Ascola

Biglietteria
- Responsabile Biglietteria: Maurizio Albanese
- Delegato Sicurezza Stadio: Giuseppe Calabrò
- SLO: Pietro Casile

Area tecnica
- Direttore sportivo: Massimo Taibi
- Collaboratore direttore sportivo: Matteo Patti
- Allenatore: Domenico Toscano (fino al 15 dicembre 2020), Marco Baroni
- Allenatore in seconda: Michele Napoli (fino al 15 dicembre 2020), Fabrizio Del Rosso
- Preparatore atletico: Andrea Nocera (fino al 15 dicembre 2020), Andrea Petruolo
- Preparatore dei portieri: Stefano Perfolizzi, Maurizio Guido
- Recupero infortunati: Alessio Torino
- Match analyst: Carmine Alessandria

## Rosa
| N. |                    | Ruolo | Calciatore                   |
| -- | ------------------ | ----- | ---------------------------- |
| 1  | Italia (bandiera)  | P     | Enrico Guarna                |
| 2  | Nigeria (bandiera) | C     | Kingsley Michael             |
| 3  | Polonia (bandiera) | D     | Thiago Cionek                |
| 4  | Grecia (bandiera)  | D     | Dīmītrīs Stavropoulos        |
| 6  | Italia (bandiera)  | D     | Giuseppe Loiacono (capitano) |
| 7  | Francia (bandiera) | A     | Jérémy Ménez                 |
| 8  | Italia (bandiera)  | C     | Lorenzo Crisetig             |
| 9  | Francia (bandiera) | A     | Gabriel Charpentier          |
| 9  | Nigeria (bandiera) | A     | Orji Okwonkwo                |
| 10 | Italia (bandiera)  | C     | Nicola Bellomo               |
| 11 | Marocco (bandiera) | A     | Hachim Mastour               |
| 11 | Italia (bandiera)  | A     | Elia Petrelli                |
| 12 | Italia (bandiera)  | P     | Alessandro Plizzari          |
| 13 | Italia (bandiera)  | D     | Marco Rossi                  |
| 14 | Italia (bandiera)  | C     | Gabriele Rolando             |
| 14 | Italia (bandiera)  | D     | Angelo Rechichi              |
| 15 | Italia (bandiera)  | C     | Nicolò Bianchi               |
| 16 | Italia (bandiera)  | C     | Aldo Bezzon                  |
| 17 | Italia (bandiera)  | D     | Gianluca Di Chiara           |

| N. |                             | Ruolo | Calciatore           |
| -- | --------------------------- | ----- | -------------------- |
| 18 | Irlanda del Nord (bandiera) | A     | Kyle Lafferty        |
| 19 | Argentina (bandiera)        | A     | Germán Denis         |
| 20 | Italia (bandiera)           | C     | Francesco De Rose    |
| 20 | Italia (bandiera)           | A     | Simone Edera         |
| 21 | Svezia (bandiera)           | A     | Nikola Vasić         |
| 23 | Romania (bandiera)          | A     | Claudiu Micovschi    |
| 24 | Italia (bandiera)           | D     | Enrico Del Prato     |
| 25 | Italia (bandiera)           | C     | Marco Crimi          |
| 26 | Italia (bandiera)           | C     | Luca Chierico        |
| 30 | Italia (bandiera)           | A     | Adriano Montalto     |
| 31 | Italia (bandiera)           | D     | Daniele Gasparetto   |
| 32 | Italia (bandiera)           | D     | Christian Dalle Mura |
| 33 | Serbia (bandiera)           | D     | Ivan Lakićević       |
| 88 | Brasile (bandiera)          | P     | Nicolas              |
| 90 | Italia (bandiera)           | C     | Michael Folorunsho   |
| 91 | Senegal (bandiera)          | C     | Ricardo Faty         |
| 92 | Croazia (bandiera)          | C     | Mario Šitum          |
| 94 | Italia (bandiera)           | D     | Daniele Liotti       |
| 99 | Honduras (bandiera)         | C     | Rigoberto Rivas      |

## Calciomercato

### Sessione estiva(dal 01/09 al 05/10)
| Acquisti | Acquisti              | Acquisti    | Acquisti          |
| R.       | Nome                  | da          | Modalità          |
| -------- | --------------------- | ----------- | ----------------- |
| P        | Alessandro Plizzari   | Milan       | prestito          |
| D        | Thiago Cionek         | SPAL        | definitivo        |
| D        | Enrico Del Prato      | Atalanta    | prestito          |
| D        | Gianluca Di Chiara    | Perugia     | prestito biennale |
| C        | Lorenzo Crisetig      | Mirandés    | definitivo        |
| C        | Ricardo Faty          | Ankaragücü  | svincolato        |
| C        | Lorenzo Peli          | Atalanta    | prestito          |
| C        | Rigoberto Rivas       | Inter       | rinnovo prestito  |
| C        | Dīmītrīs Stavropoulos | Paniōnios   | definitivo        |
| C        | Michael Folorunsho    | Bari        | prestito          |
| C        | Mario Šitum           | Kayserispor | definitivo        |
| C        | Andrea Marcucci       | Imolese     | svincolato        |
| A        | Nikola Vasić          | Akropolis   | definitivo        |
| A        | Kyle Lafferty         | Sunderland  | svincolato        |
| A        | Jérémy Ménez          | Paris FC    | svincolato        |
| A        | Gabriel Charpentier   | Genoa       | prestito          |

| Cessioni | Cessioni                    | Cessioni     | Cessioni      |
| R.       | Nome                        | da           | Modalità      |
| -------- | --------------------------- | ------------ | ------------- |
| D        | Matteo Rubin                | Alessandria  | prestito      |
| D        | Edoardo Blondett            | Alessandria  | definitivo    |
| D        | Paolo Marchi                | Ravenna      | prestito      |
| D        | Desiderio Garufo            | Catanzaro    | prestito      |
| D        | Davide Bertoncini           | Como         | definitivo    |
| D        | Nicolas Bresciani           | Livorno      | fine prestito |
| C        | Matti Lund Nielsen          | Pro Vercelli | definitivo    |
| C        | Lorenzo Paolucci            | Monopoli     | prestito      |
| C        | Urban Žibert                | Mantova      | definitivo    |
| C        | Alberto De Francesco        | Avellino     | definitivo    |
| C        | Dimitrios Sounas            | Perugia      | definitivo    |
| A        | Simone Corazza              | Alessandria  | definitivo    |
| A        | Manuel Sarao                | Catania      | definitivo    |
| A        | Abdou Doumbia               | Carrarese    | definitivo    |
| A        | Reginaldo Ferreira da Silva | Catania      | definitivo    |
| A        | Alain Baclet                | Potenza      | definitivo    |

### Sessione invernale(dal 04/01 al 01/02)
| Acquisti         | Acquisti             | Acquisti       | Acquisti   |
| R.               | Nome                 | da             | Modalità   |
| ---------------- | -------------------- | -------------- | ---------- |
| P                | Nicolas              | Udinese        | definitivo |
| D                | Christian Dalle Mura | Fiorentina     | prestito   |
| D                | Ivan Lakićević       |                | svincolato |
| C                | Luca Chierico        | Genoa          | prestito   |
| C                | Marco Crimi          | Virtus Entella | definitivo |
| C                | Kingsley Michael     | Bologna        | prestito   |
| A                | Simone Edera         | Torino         | prestito   |
| A                | Claudiu Micovschi    | Genoa          | prestito   |
| A                | Adriano Montalto     | Bari           | definitivo |
| A                | Orji Okwonkwo        | Bologna        | prestito   |
| A                | Elia Petrelli        | Genoa          | prestito   |
| Altre operazioni |                      |                |            |
| R.               | Nome                 | da             | Modalità   |

| Cessioni         | Cessioni            | Cessioni       | Cessioni                         |
| R.               | Nome                | da             | Modalità                         |
| ---------------- | ------------------- | -------------- | -------------------------------- |
| D                | Gabriele Rolando    | Bari           | prestito                         |
| C                | Francesco De Rose   | Palermo        | definitivo                       |
| C                | Andrea Marcucci     | Virtus Entella | prestito con diritto di riscatto |
| C                | Hachim Mastour      | Carpi          | prestito                         |
| C                | Lorenzo Peli        | Atalanta       | fine prestito                    |
| P                | Alessandro Farroni  | Juve Stabia    | prestito                         |
| A                | Gabriel Charpentier | Genoa          | fine prestito                    |
| A                | Kyle Lafferty       |                | rescissione contratto            |
| Altre operazioni |                     |                |                                  |
| R.               | Nome                | da             | Modalità                         |

### Operazioni successive alla data di calciomercato
| Acquisti | Acquisti | Acquisti | Acquisti |
| R.       | Nome     | da       | Modalità |
| -------- | -------- | -------- | -------- |

| Cessioni | Cessioni     | Cessioni | Cessioni | Cessioni |
| R.       | Nome         | da       | Modalità |          |
| -------- | ------------ | -------- | -------- | -------- |
| A        | Nikola Vasić | Vasalund | prestito |          |

## Risultati

### Coppa Italia
| Arbitro: | Santoro (Messina) |

|                       |           |  |
| Piacentini 34’ (aut.) | Marcatori |  |

| Arbitro: | Manganiello (Pinerolo) |

|                          |           |  |
| Vignato 70’ Orsolini 73’ | Marcatori |  |

## Statistiche

### Statistiche di squadra
Statistiche aggiornate al 10 maggio 2021
| Competizione | Punti | In casa | In casa | In casa | In casa | In casa | In casa | In trasferta | In trasferta | In trasferta | In trasferta | In trasferta | In trasferta | Totale | Totale | Totale | Totale | Totale | Totale | DR |
| Competizione | Punti | G       | V       | N       | P       | Gf      | Gs      | G            | V            | N            | P            | Gf           | Gs           | G      | V      | N      | P      | Gf     | Gs     | DR |
| ------------ | ----- | ------- | ------- | ------- | ------- | ------- | ------- | ------------ | ------------ | ------------ | ------------ | ------------ | ------------ | ------ | ------ | ------ | ------ | ------ | ------ | -- |
| Serie B      | 50    | 19      | 8       | 4       | 7       | 20      | 21      | 19           | 4            | 10           | 5            | 22           | 23           | 38     | 12     | 14     | 12     | 42     | 45     | -3 |
| Coppa Italia |       | 1       | 1       | 0       | 0       | 1       | 0       | 1            | 0            | 0            | 1            | 0            | 2            | 2      | 1      | 0      | 1      | 1      | 2      | -1 |
| Totale       |       | 20      | 9       | 4       | 7       | 21      | 22      | 20           | 4            | 10           | 6            | 22           | 25           | 40     | 13     | 14     | 13     | 43     | 47     | -4 |

### Andamento in campionato
| Giornata  | 1 | 2 | 3 | 4 | 5 | 6 | 7  | 8  | 9  | 10 | 11 | 12 | 13 | 14 | 15 | 16 | 17 | 18 | 19 | 20 | 21 | 22 | 23 | 24 | 25 | 26 | 27 | 28 | 29 | 30 | 31 | 32 | 33 | 34 | 35 | 36 | 37 | 38 |
| --------- | - | - | - | - | - | - | -- | -- | -- | -- | -- | -- | -- | -- | -- | -- | -- | -- | -- | -- | -- | -- | -- | -- | -- | -- | -- | -- | -- | -- | -- | -- | -- | -- | -- | -- | -- | -- |
| Luogo     | T | C | T | C | T | C | T  | C  | T  | C  | T  | C  | C  | T  | T  | C  | T  | C  | T  | C  | T  | C  | T  | C  | T  | C  | T  | C  | T  | C  | T  | T  | C  | C  | T  | C  | T  | C  |
| Risultato | N | V | N | N | N | P | P  | P  | P  | V  | P  | P  | P  | N  | V  | V  | P  | P  | N  | N  | V  | V  | N  | V  | V  | P  | N  | V  | P  | N  | V  | N  | V  | V  | N  | N  | N  | P  |
| Posizione | 4 | 1 | 5 | 7 | 7 | 8 | 13 | 14 | 16 | 11 | 15 | 16 | 18 | 17 | 17 | 13 | 14 | 15 | 14 | 15 | 14 | 12 | 13 | 11 | 12 | 12 | 11 | 11 | 12 | 13 | 12 | 11 | 10 | 9  | 9  | 10 | 10 | 11 |

Fonte:  Serie B 2020/2021, su calcio.com.
Legenda:

Luogo: C = Casa; T = Trasferta. Risultato: V = Vittoria; N = Pareggio; P = Sconfitta.

### Statistiche dei giocatori
Statistiche aggiornate al 10 maggio 2021
| Giocatore       | Serie B  | Serie B | Serie B     | Serie B    | Coppa Italia | Coppa Italia | Coppa Italia | Coppa Italia | Totale   | Totale | Totale      | Totale     |
| Giocatore       | Presenze | Reti    | Ammonizioni | Espulsioni | Presenze     | Reti         | Ammonizioni  | Espulsioni   | Presenze | Reti   | Ammonizioni | Espulsioni |
| --------------- | -------- | ------- | ----------- | ---------- | ------------ | ------------ | ------------ | ------------ | -------- | ------ | ----------- | ---------- |
| N. Bellomo      | 32       | 1       | 4           | 0          | 2            | 0            | 0            | 0            | 34       | 1      | 4           | 0          |
| N. Bianchi      | 37       | 2       | 2           | 0          | 2            | 0            | 0            | 0            | 39       | 2      | 2           | 0          |
| G. Charpentier  | 1        | 0       | 0           | 0          | 0            | 0            | 0            | 0            | 1        | 0      | 0           | 0          |
| L. Chierico     | 1        | 0       | 0           | 0          | 0            | 0            | 0            | 0            | 1        | 0      | 0           | 0          |
| T. Cionek       | 29       | 1       | 3           | 0          | 1            | 0            | 0            | 0            | 30       | 1      | 3           | 0          |
| M. Crimi        | 16       | 0       | 5           | 0          | 0            | 0            | 0            | 0            | 16       | 0      | 5           | 0          |
| L. Crisetig     | 35       | 2       | 8           | 1          | 1            | 0            | 0            | 0            | 36       | 2      | 8           | 1          |
| C. Dalle Mura   | 9        | 0       | 2           | 0          | 0            | 0            | 0            | 0            | 9        | 0      | 2           | 0          |
| F. De Rose      | 9        | 0       | 2           | 0          | 1            | 0            | 1            | 0            | 10       | 0      | 3           | 0          |
| E. Del Prato    | 26       | 0       | 5           | 0          | 2            | 0            | 0            | 0            | 28       | 0      | 5           | 0          |
| G. Denis        | 30       | 4       | 0           | 0          | 2            | 0            | 0            | 0            | 32       | 4      | 0           | 0          |
| G. Di Chiara    | 33       | 1       | 8           | 0          | 2            | 0            | 0            | 0            | 35       | 1      | 8           | 0          |
| S. Edera        | 16       | 2       | 2           | 0          | 0            | 0            | 0            | 0            | 16       | 2      | 2           | 0          |
| A. Farroni      | 0        | 0       | 0           | 0          | 1            | -2           | 0            | 0            | 1        | -2     | 0           | 0          |
| R. Faty         | 3        | 0       | 0           | 0          | 2            | 0            | 0            | 0            | 5        | 0      | 0           | 0          |
| M. Folorunsho   | 30       | 6       | 6           | 1          | 2            | 0            | 1            | 0            | 32       | 6      | 7           | 1          |
| D. Gasparetto   | 4        | 0       | 0           | 0          | 1            | 0            | 0            | 0            | 5        | 0      | 0           | 0          |
| E. Guarna       | 8        | -9      | 1           | 0          | 1            | 0            | 0            | 0            | 9        | -9     | 1           | 0          |
| M. Kingsley     | 3        | 0       | 0           | 0          | 0            | 0            | 0            | 0            | 3        | 0      | 0           | 0          |
| K. Lafferty     | 9        | 1       | 2           | 0          | 2            | 0            | 1            | 0            | 11       | 1      | 3           | 0          |
| I. Lakićević    | 11       | 0       | 3           | 0          | 0            | 0            | 0            | 0            | 11       | 0      | 3           | 0          |
| G. Loiacono     | 30       | 0       | 3           | 0          | 0            | 0            | 0            | 0            | 30       | 0      | 3           | 0          |
| D. Liotti       | 31       | 5       | 2           | 1          | 1            | 0            | 0            | 0            | 32       | 5      | 2           | 1          |
| A. Marcucci     | 0        | 0       | 0           | 0          | 0            | 0            | 0            | 0            | 0        | 0      | 0           | 0          |
| H. Mastour      | 9        | 0       | 0           | 0          | 2            | 0            | 0            | 0            | 11       | 0      | 0           | 0          |
| J. Ménez        | 18       | 3       | 6           | 1          | 0            | 0            | 0            | 0            | 18       | 3      | 6           | 1          |
| C. Micovschi    | 7        | 0       | 0           | 0          | 0            | 0            | 0            | 0            | 7        | 0      | 0           | 0          |
| A. Montalto     | 16       | 6       | 5           | 0          | 0            | 0            | 0            | 0            | 16       | 6      | 5           | 0          |
| Nicolas         | 21       | -20     | 1           | 0          | 0            | 0            | 0            | 0            | 21       | -20    | 1           | 0          |
| O. Okwonkwo     | 12       | 0       | 3           | 0          | 0            | 0            | 0            | 0            | 12       | 0      | 3           | 0          |
| L. Peli         | 1        | 0       | 0           | 0          | 1            | 0            | 0            | 0            | 2        | 0      | 0           | 0          |
| E. Petrelli     | 1        | 0       | -           | 0          | 0            | 0            | 0            | 0            | 1        | 0      | 0           | 0          |
| A. Plizzari     | 10       | -15     | 1           | 0          | 0            | 0            | 0            | 0            | 10       | -15    | 1           | 0          |
| R. Rivas        | 27       | 5       | 4           | 0          | 0            | 0            | 0            | 0            | 27       | 5      | 4           | 0          |
| G. Rolando      | 11       | 0       | 2           | 0          | 1            | 0            | 0            | 0            | 12       | 0      | 2           | 0          |
| M. Rossi        | 7        | 0       | 4           | 0          | 0            | 0            | 0            | 0            | 7        | 0      | 4           | 0          |
| M. Šitum        | 20       | 2       | 1           | 0          | 1            | 0            | 0            | 0            | 21       | 2      | 1           | 0          |
| D. Stavropoulos | 20       | 0       | 6           | 1          | 2            | 0            | 1            | 0            | 22       | 0      | 7           | 1          |
| N. Vasić        | 8        | 0       | 0           | 0          | 1            | 0            | 0            | 0            | 9        | 0      | 0           | 0          |

## Giovanili

### Organigramma
Area direttiva
- Responsabile: Giuseppe Mangiarano
- Segretario settore giovanile: Sergio Miceli

Attività di base
- Responsabile: Salvatore Laiacona

Under 17
- Allenatore: Francesco Ferraro
- Preparatore atletico: Fabio Errigo
- Preparatore dei portieri: Stefano Pergolizzi
- Dirigente accompagnatore: Antonino Nocera

Primavera
- Allenatore: Gianluca Falsini
- Allenatore in seconda: Andrea Ferri
- Preparatore Atletico: Giuseppe Macrì
- Preparatore Portieri: Stefano Pergolizzi
- Dirigente accompagnatore: Domenico Chiaia
- Match analyst: Pierfrancesco Ciancia
- Collaboratore tecnico: Fausto D'Ascola

Under 16
- Allenatore: Domenico Zito
- Preparatore atletico: Giuseppe Saccà
- Preparatore dei portieri: Giuseppe Pagano
- Dirigente accompagnatore: Roberto Crucitti

Under 15
- Allenatore: Giuseppe Carella
- Allenatore in seconda: Bruno Modafferi
- Preparatore atletico: Santi Cannistrà
- Preparatore dei portieri: Giuseppe Pagano
- Dirigente accompagnatore: Stefano Maressa

Under 14
- Allenatore: Marco Scappatura
- Allenatore in seconda: Andrea Sorace
- Preparatore atletico: Alessandro Infortuna
- Preparatore dei portieri: Giuseppe Pagano
- Dirigente accompagnatore: Vincenzo Melasi

Under 13
- Allenatore: Ninni Riso
- Preparatore atletico: Pasquale Ocello
- Preparatore dei portieri: Antonio Leone
- Dirigente accompagnatore: Giuseppe Catalano

Under 17 femminile
- Allenatore: Maria Pia Trapani
- Allenatore in seconda: Giorgio Carere
- Preparatore atletico: Monica Ligato
- Dirigente accompagnatore: Rossana Rovito

Under 15 femminile
- Allenatore: Antonella Casile
- Allenatore in seconda: Sebastiano Crucitti
- Preparatore atletico: Monica Ligato
- Assistente tecnico: Carmen Morabito
- Dirigente accompagnatore: Rossana Rovito